# Markowicze-Cegielnia
Markowicze-Cegielnia (prononciation : [markɔˈvit͡ʂɛ t͡sɛˈɡʲɛlɲa]) est un village polonais de la gmina de Księżpol dans le powiat de Biłgoraj de la voïvodie de Lublin dans l'est de la Pologne.
Il se situe à environ 4 kilomètres au nord de Księżpol (siège de la gmina), 11 kilomètres au sud de Biłgoraj (siège du powiat) et 90 kilomètres au sud de Lublin (capitale de la voïvodie).

## Histoire
De 1975 à 1998, le village est attaché administrativement à la voïvodie de Zamość.

Depuis 1999, il fait partie de la voïvodie de Lublin.